# Pensionsfonds
Ein Pensionsfonds ist ein am Kapitalmarkt angelegter Fonds zum Zweck der Finanzierung der Altersversorgung. In den USA wurde der erste Pensionsfonds eines Unternehmens von American Express im Jahr 1875 gegründet. Pensionsfonds können sowohl von privatwirtschaftlichen Arbeitgebern zum Zweck der betrieblichen Altersversorgung als auch von Staaten bzw. staatlichen Rentenversicherungen betrieben werden. Für die Regelungen der privatwirtschaftlichen Pensionsfonds in Deutschland siehe Pensionsfonds in Deutschland.

## Bedeutung
Wegen der großen und langfristigen Vermögensansammlung sind Pensionsfonds bedeutende Kapitalanleger auf den internationalen Kapitalmärkten. Der Wettbewerb, insbesondere die jederzeitige Möglichkeit, das Vermögen von einem Pensionsfonds auf einen anderen zu übertragen, zwingt sie, eher kurzfristige Renditeinteressen zu verfolgen. Durch die Einrichtung von Pensionsfonds fließen immer mehr Spargelder der Bevölkerung in die Kapitalmärkte. Wegen der oft hohen Umschichtungen der Kapitalanlage durch Pensionsfonds allein auf Basis kurzfristiger Renditeinteressen kommt es inzwischen immer wieder zu wesentlichen Einflüssen auf die Kapitalmärkte.
Schätzungen von Morgan Stanley (zitiert im Economist Anfang 2008) zufolge hielten Pensionsfonds weltweit Werte von 20 Billionen Dollar in Anlagen und übertrafen damit alle anderen Investoren wie Versicherungen, Währungsreserven, Hedge-Fonds und Vermögensanlagen. International bedeutende Pensionsfonds finden sich in Japan, den USA, Kanada und den Niederlanden. Im Jahr 2024 hielten allein in den USA Pensionsfonds ein Volumen von 35 Billionen US-Dollar. Als Anleger halten sie dort mittlerweile fast 40 % der Anteile an großen und mittleren Unternehmen.

## Staatliche Pensionsfonds
Pensionsfonds können auch von Staaten oder staatlichen Rentenversicherungen für die Bevölkerung des Landes aufgesetzt werden. Einen solchen staatlichen Pensionsfonds gibt es beispielsweise in Norwegen und Schweden. In Deutschland erwägt man dies unter dem Stichwort Aktienrente oder Generationenkapital.

## Liste der größten Pensionsfonds
Die weltweit größten Pensionsfonds sind:
- Government Pension Investment Fund (Nenkin Tsumitatekin Kanri Unyo Dokuritsu), Japan: 1347 Mrd. US-$ (2012)[9]
- Statens pensjonsfond, Norwegen: 1270 Mrd. US-$ (2022)[10]
- Algemeen Burgerlijk Pensioenfonds (ABP), staatlicher Pensionsfonds der Niederlande[11]: 384 Mrd. US-$ (2016)[12]
- California Public Employees’ Retirement System (CalPERS), kapitalgedeckter Pensionsfonds für 1,6 Mio. aktive oder pensionierte staatliche Angestellte Kaliforniens: 362 Mrd. US-$ (2019)[13]
- Ontario Teachers’ Pension Plan: 241,6 Mrd. CAD
- Pensionsfonds US-Bundesangestellter: 211 Mrd. US-$
- National Pension Service (NPS); Korea: 190 Mrd. US-$
- Pensionsfonds kommunaler Angestellter, Japan: 176 Mrd. US-$
- Postpensionsfonds, Taiwan: 154 Mrd. US-$
- California State Teachers' Retirement System (CalSTRS): 147 Mrd. US-$
- Pensionsfonds der Angestellten des Staates New York: 138 Mrd. US-$
- Canada Pension Plan Investment Board (CPPIB), Kanada: 368,5 Mrd. Kanadischen Dollar (2018)[14]
- Caisse de dépôt et placement du Québec, Kanada:  309,5 Mrd. Kanadische Dollar (2018)[15]
- Vanuatu National Provident Fund, Vanuatu[16]
- Fidschi National Provident Fund[17]